# Iza, Boyacá
Iza là một thị xã và đô thị thuộc Boyacá Department, Colombia.
Iza nằm gần hồ Tota, thuộc tỉnh Sugamuxi một phân vùng của Boyaca.